# Red Dead Redemption 2
Red Dead Redemption 2 ist ein Action-Adventure von Rockstar Games und spielt in einer offenen Spielwelt mit Wild-West-Setting. Es erschien im Oktober 2018 für PlayStation 4 und Xbox One und im November 2019 für Microsoft Windows. Ab dem 19. November 2019 war das Spiel auch für Google Stadia verfügbar. Red Dead Redemption 2 ist nach Red Dead Revolver (2004) und Red Dead Redemption (2010) der dritte Teil der Red-Dead-Reihe.
Red Dead Redemption 2 erhielt durchgehend sehr gute Kritiken, zahlreiche Auszeichnungen und brach mehrere Verkaufsrekorde der Videospielgeschichte: Es übertraf den vorherigen Rekord der meisten Vorbestellungen, brach den Umsatzrekord des Startwochenendes und verkaufte sich am Tag der Veröffentlichung sowie an den darauffolgenden drei Tagen nach Grand Theft Auto V am zweithäufigsten. Bis Mai 2024 wurden ca. 65 Millionen Einheiten des Spiels verkauft, was es bis heute zum siebentmeistverkauften Videospiel macht.

## Handlung
Red Dead Redemption 2 spielt gegen Ende des Wilden Westens im Jahr 1899. Der Protagonist Arthur Morgan ist ein Gesetzloser, der mit der Bande von Dutch van der Linde Verbrechen begeht. Nach einem schiefgegangenen Überfall muss die Gang aus ihrem Versteck in Blackwater fliehen und versuchen, die Vereinigten Staaten nach Osten zu durchqueren, um den Gesetzeshütern zu entkommen. Um ihre Flucht zu finanzieren, überfällt die Bande einen Zug des reichen Ölmagnaten Leviticus Cornwall.
Der wütende und nach Rache suchende Cornwall beauftragt die Pinkerton Detective Agency, eine gut organisierte Detektei, die Bande zu stellen und festzunehmen. Während des gesamten Spiels wird die Bande von den Pinkerton-Agenten Milton und Ross gejagt und muss fortwährend weiterziehen, um der Strafverfolgung zu entgehen. Arthur und der Rest der Bande erfüllen zahlreiche Aufgaben und Raubüberfälle, um die Bande über Wasser zu halten, wohingegen Dutch ständig den letzten und ultimativen Raubüberfall verspricht, der finanzielle Sicherheit und Freiheit bringen soll.
Die Geschichte ist in sechs Kapitel und zwei Epiloge aufgeteilt.

## Spielprinzip

### Spielwelt
Der Spieler steuert im Einzelspielermodus den Banditen Arthur Morgan, der Mitglied der van der Linde-Bande ist – im Epilog der Kampagne ist hingegen nur sein Kamerad John Marston, Hauptcharakter in Red Dead Redemption, spielbar. Der Spieler kann sich zu Fuß, auf einem Pferd, in Kutschen und Planwagen, schwimmend, in einem Ruderboot oder auch in oder auf dem Dach eines Zuges fortbewegen. Die bis dato größte Spielwelt der Reihe ist den Vereinigten Staaten des ausgehenden 19. Jahrhunderts nachempfunden und in fünf fiktive Staaten – New Hanover, Ambarino, Lemoyne, West Elizabeth und New Austin – aufgeteilt. Jeder Staat ist an eine größere Region der realen Vereinigten Staaten angelehnt, sowohl was die landschaftliche Beschaffenheit als auch das jeweilige Klima angeht. So ist beispielsweise Lemoyne im Südosten eine sehr feuchtwarme Region mit Sümpfen wie Florida oder Georgia, die örtliche Architektur erinnert beispielsweise an die Stadt New Orleans, Ambarino dagegen ist eine Gebirgslandschaft mit rauem und kaltem Klima, vermutlich den Rocky Mountains nachempfunden. Die Zeit im Spiel schreitet voran, wobei eine Minute in Echtzeit etwa einer Stunde im Spiel gleichkommt. Nachts verändern sich einige Faktoren innerhalb der Spielwelt, auch kommen Wettereffekte zum Tragen.
Jeder NPC, jedes Tier und jeder Ort im Spiel hat seine eigene Routine. Arthur kann mit allen anderen Menschen interagieren, die Interaktionsmöglichkeiten variieren jedoch, grüßen oder angreifen lässt sich aber jeder. Alle Vertreter der rund 200 verschiedenen Tierarten, darunter Füchse, Rehe, Alligatoren, Grizzlybären oder auch verschiedene Vogel- und Fischarten, lassen sich jagen und anschließend verwerten, auch ist das Sammeln verschiedenster Pflanzen und Kräuter möglich, um sie zur Stärkung zu konsumieren oder als Zutaten für Rezepte zu verwenden. So lassen sich verschiedene Tonika, verbesserte Waffen oder spezielle Munition herstellen. Die Spielfigur ist hauptsächlich auf einem Pferd oder zu Fuß unterwegs, ab einem bestimmten Zeitpunkt im Spiel ist jedoch auch eine Schnellreise in Siedlungen per Kutsche oder Zug bzw. aus einem der Camps möglich.
Neben dem Folgen der Hauptgeschichte besteht die Möglichkeit zu verschiedensten Aktivitäten. Von Fremden können Nebenmissionen angenommen werden, es können Waffen und andere Ausrüstungsgegenstände, Pflanzen, Sammelkarten oder Rezepte gesammelt werden, man kann Poker, Blackjack und andere Minispiele spielen, Raubüberfälle begehen oder Herausforderungen abschließen. Viele der Aktivitäten, aber auch bestimmte Missionen, bringen Geld, das innerhalb der Spielwelt investiert werden kann. In den Hauptmissionen, die wiederholbar sind, ist es möglich, optionale Ziele abzuschließen und sich so Medaillen zu verdienen.
Mithilfe eines spielinternen Karma-Systems werden „gute“ und „böse“ Taten belohnt beziehungsweise bestraft. So ist die Ermordung unschuldiger Figuren stets „böse“, wie bei allen anderen Verbrechen werden ähnlich den Spielen der Grand-Theft-Auto-Reihe Ordnungshüter auf einen aufmerksam, was auch dazu führen kann, dass ein Kopfgeld auf den Spieler ausgesetzt und man mit Waffengewalt gejagt wird. Kleinere Gefälligkeiten für NPCs oder auch Bandenkameraden sowie das Grüßen Fremder bescheren einem hingegen „gutes“ Karma.

### Jagd, Waffen und Versorgung
Nachdem der Spieler ein Tier erlegt hat, besteht die Möglichkeit, es zu häuten oder die ganze Beute mitzunehmen – entweder zu Fuß oder auf dem Pferd. Im jeweiligen Bandenlager können die so gewonnenen Rohstoffe verwertet werden oder auch an einen Trapper oder städtischen Schlachter verkauft beziehungsweise mithilfe von Rezepten durch die Spielfigur selbst verwertet werden. Von diversen Spezies existieren auch so genannte „legendäre“ Exemplare, deren Teile zur Herstellung besonderer Ausrüstungsgegenstände nötig sind.
Arthur/John selbst kann nur eine begrenzte Anzahl an Waffen und anderen Gegenständen mitnehmen, die Zahl lässt sich aber durch die Lagerung auf einem Pferd erhöhen. Schusswaffen müssen regelmäßig mit Waffenöl gereinigt werden, damit sie ihre volle Leistungsfähigkeit beibehalten, ferner ist eine Aufrüstung in einem Waffengeschäft möglich. Neben Gewehren und Revolvern kann der Spieler auch einen Bogen, Messer, Molotowcocktails, Dynamitstangen oder einen Tomahawk besitzen.
Der Charakter hat Haare und Bart, welche jeweils in Echtzeit wachsen und die bei einem Barbier gepflegt und angepasst werden können. Ebenso lässt sich in Bekleidungsgeschäften oder bei einem Trapper neue Kleidung für die Spielfigur erstehen. Arthurs/Johns Statuswerte – Gesundheit, Ausdauer und Dead Eye, eine Fähigkeit, bei der die Zeit verlangsamt wird und ein punktgenaues Zielen möglich wird – sind verbesserbar, die Attribute des jeweiligen Pferdes steigen durch regelmäßige Ausritte und Pflege. Neben der Pflege des Reittiers ist aber auch die Pflege Arthurs/Johns nötig, um seine Werte stets instand zu halten. So sollte der Spieler ihn regelmäßig baden, essen, trinken und schlafen lassen sowie auf die richtige Kleidung für warme oder kalte Regionen achten. Ist die Lebensenergie erloschen, stirbt Arthur/John, kehrt jedoch mithilfe der Respawn-Funktion immer wieder zurück.

## Entwicklung
Die Produktionskosten sollen laut Schätzungen von Analysten 370 bis 540 Millionen US-Dollar betragen haben (Marketingkosten inbegriffen). Mit diesem Budget wäre es eines der teuersten Videospiele, die produziert wurden.
Rockstar Games kündigte bereits rund zwei Jahre vor dem offiziellen Erscheinungsdatum am 18. Oktober 2016 über die offizielle Website den Nachfolger Red Dead Redemption 2 für den Herbst 2017 an, nachdem schon wenige Tage zuvor Bilder des Spiels veröffentlicht wurden. Dieser Termin wurde von Rockstar Games am 23. Mai 2017 auf den Frühling 2018 verschoben. Der erste Trailer wurde am 20. Oktober 2016 veröffentlicht. Unmittelbar danach gab Sony bekannt, dass ausgewählte Online-Inhalte zuerst für die PlayStation 4 erscheinen werden.
Zur Veröffentlichung des zweiten Trailers am 28. September 2017 modifizierte Rockstar Games das Logo des Spiels. Die indisch-arabische Ziffer 2 wurde in die römische Zahl II geändert. Rockstar Games verwendet diese Zahlschrift bereits bei der Computerspielserie Grand Theft Auto. Am 1. Februar 2018 gab Rockstar Games bekannt, dass das Spiel erneut verschoben wird und am 26. Oktober desselben Jahres veröffentlicht werden sollte, mit der Begründung, man wolle ein fehlerfreies Produkt abliefern und benötige dazu mehr Zeit.
Am 2. Mai 2018 wurde der dritte Trailer mit tieferen Einblicken in die Story sowie in den darauffolgenden Tagen über 30 neue Screenshots veröffentlicht. Bereits am 26. März 2018 wurden Journalisten nach Edinburgh eingeladen, um Zeugen ausgewählter Gameplay-Inhalte zu werden. Am 1. Oktober 2018 wurde der zweite Gameplay-Trailer veröffentlicht.
Ein Online-Modus mit dem Namen Red Dead Online wurde im Rahmen der Vorstellung der Zahlen des Publishers Take 2 Interactive für Ende November 2018 angekündigt. Dieser startete als Betaversion am 27. November 2018 für Besitzer der Ultimate Edition, am 28. November für alle Käufer, die das Spiel am Erscheinungstag gestartet haben sowie am 29. November für Spieler, welches das Spiel innerhalb der ersten drei Tage nach Veröffentlichung starteten. Ab dem 30. November 2018 wurde die Beta-Version für alle Spieler geöffnet.
Die Veröffentlichung der vorwiegend wohl grafisch aber ebenfalls auch leicht inhaltlich überarbeiteten PC-Version erfolgte am 5. November 2019, somit ist Red Dead Redemption 2 das erste Spiel der Reihe, das auch offiziell für Microsoft-Windows-Systeme verfügbar ist statt nur für Konsolen. Noch im selben Monat erschien es außerdem auch für den Game-Streaming-Dienst Google Stadia.
Die Entwicklung war von starkem Crunch geprägt. Mitarbeiter, die vor Fertigstellung kündigten, wurden aus dem Abspann entfernt.

### Besetzung und Synchronisation
Die Sprachaufnahmen zu Red Dead Redemption 2 begannen im Jahr 2013 und dauerten insgesamt 2200 Tage. Insgesamt waren 1200 Schauspieler an dem Projekt beteiligt, die ihre Rollen mithilfe des Motion-Capture-Verfahrens darstellten. Insgesamt wurden 500.000 Zeilen an Dialog eingesprochen. Die Hauptrolle des Arthur Morgan wurde mit dem irisch-US-amerikanischen Schauspieler und Synchronsprecher Roger Clark besetzt. Rob Wiethoff (als John Marston), Benjamin Byron Davis (als Dutch van der Linde), Steven J. Palmer (als Bill Williamson) und Jim Bentley (als Edgar Ross) übernahmen erneut ihre Rollen aus dem Vorgängerspiel Red Dead Redemption.
| Rolle                     | Darsteller und Sprecher |
| ------------------------- | ----------------------- |
| Arthur Morgan             | Roger Clark             |
| John Marston              | Rob Wiethoff            |
| Dutch van der Linde       | Benjamin Byron Davis    |
| Hosea Matthews            | Curzon Dobell           |
| Micah Bell                | Peter Blomquist         |
| Charles Smith             | Noshir Dalal            |
| Lenny Summers             | Harron Atkins           |
| Abigail Marston           | Cali Elizabeth Moore    |
| Jack Marston als Kind     | Marissa Buccianti       |
| Jack Marston als Teenager | Ted Sutherland          |
| Sadie Adler               | Alex McKenna            |
| Bill Williamson           | Steven J. Palmer        |
| Javier Escuella           | Gabriel Sloyer          |
| Josiah Trelawny           | Stephen Gevedon         |
| Uncle                     | James Anthony McBride   |
| Mary-Beth Gaskill         | Samantha Strelitz       |
| Karen Jones               | Jo Armeniox             |
| Tilly Jackson             | Meeya Davis-Glover      |
| Reverend Swanson          | Sean Haberle            |
| Leopold Strauss           | Howard Pinhasik         |
| Simon Pearson             | Jim Santangeli          |
| Kieran Duffy              | Pico Alexander          |
| Sean MacGuire             | Michael Mellamphy       |
| Molly O’Shea              | Penny O’Brien           |
| Susan Grimshaw            | Kaili Vernoff           |
| Agent Milton              | John Hickok             |
| Agent Edgar Ross          | Jim Bentley             |
| Leviticus Cornwall        | John Rue                |
| Angelo Bronte             | Jim Pirri               |
| Thomas Downes             | Peter Lettre            |
| Edith Downes              | Jayme Lake              |
| Archie Downes             | Paul Thode              |
| Mary Linton               | Julie Jesneck           |
| Jamie Gillis              | Adrian Blake Enscoe     |
| Tom Dickens               | Christian Conn          |
| David Geddes              | Jeff McCarthy           |
| Abe                       | Scott Richard Foster    |
| Sheriff Malloy            | Arthur Gerunda          |
| Sheriff Farley            | Patrick Murney          |
| Sheriff Thomas            | Charlie Kevin           |
| Sheriff Freeman           | Danny Johnson           |
| Polizeichef Dunbar        | Ralph Byers             |
| Polizeichef Lambert       | Robb Pruitt             |
| Nosferatu                 | Michael Tisdale         |

## Rezeption
Die Rezensionsdatenbank Metacritic aggregiert 99 (PS4) bzw. 33 (Xbox One) Rezensionen zu einer Gesamtwertung von 97/100 auf beiden Plattformen. Die PC-Version erhielt von Metacritic eine Gesamtwertung von 93/100 bei 44 Rezensionen.
Die Zeitung Der Standard bezeichnete Red Dead Redemption 2 als das „erste Spiel der neuen Generation“, mit dem der Entwickler „erneut das gesamte Medium deutlich nach vorne gebracht“ habe.
Das deutschsprachige Magazin 4Players lobte die Story des Spiels samt der Unterfütterung mit historischen Fakten, die „lebendige offene Welt mit eigenem Rhythmus“, glaubwürdige Charaktere und realistische Dialoge. Das Magazin kritisierte neben einigen Kleinigkeiten primär den für fortgeschrittene Spieler wenig fordernden Schwierigkeitsgrad.
Die Frankfurter Allgemeine Zeitung war vom „Stilbewusstsein“ und Storytelling begeistert. Die Handlung sei „elegant mit jener des ersten Teils verwoben“. Sie lebe von vielschichtigen Figurenzeichnungen und einer „Emotionalität und Wärme, wie sie bei Videospielen […] selten entsteht.“ Auch die Zeit sprach von einer „monumentalen Erzählung.“ Allerdings sei das Spiel brutal. Für die Stuttgarter Nachrichten war das Spiel zu langsam erzählt. Es sei nur etwas für Leute „mit einem ausgeprägten Westernfimmel“.
Der Spieleratgeber-NRW spricht potenzielle pädagogische Probleme an, die die Einschränkung auf erwachsene Spieler untermauern: „Minderjährige könnten durch die drastischen und häufig auftretenden Gewaltdarstellungen und die dramatischen Schicksalsschläge nachhaltig verunsichert werden. Zudem sind moralisch problematische Spielhandlungen möglich. Diese finden zwar in einer historisch anmutenden Kulisse statt und werden als „unehrenhaft“ gekennzeichnet, dennoch wird eine Reflektionsfähigkeit [sic] gefordert, die bei Jüngeren nicht vorausgesetzt werden kann.“ Zugleich loben sie das Spiel als „spannend inszeniertes Abenteuer, das über 100 Stunden unterhalten kann.“

### Auszeichnungen
Mit Stand vom 29. März 2019 wurde das Spiel für rund 60 Auszeichnungen nominiert und konnte davon 17 verschiedene internationale Kritikerpreise gewinnen. Darunter für die „beste Erzählung“, die „beste Musik“, die „beste Audiogestaltung“ sowie für die „beste schauspielerische Leistung“ (Roger Clark als Sprecher von Arthur Morgan) bei den Game Awards 2018. Dort musste sich das Spiel bei der Wahl zum „Spiel des Jahres“ Santa Monicas God of War geschlagen geben.

### Verkaufszahlen

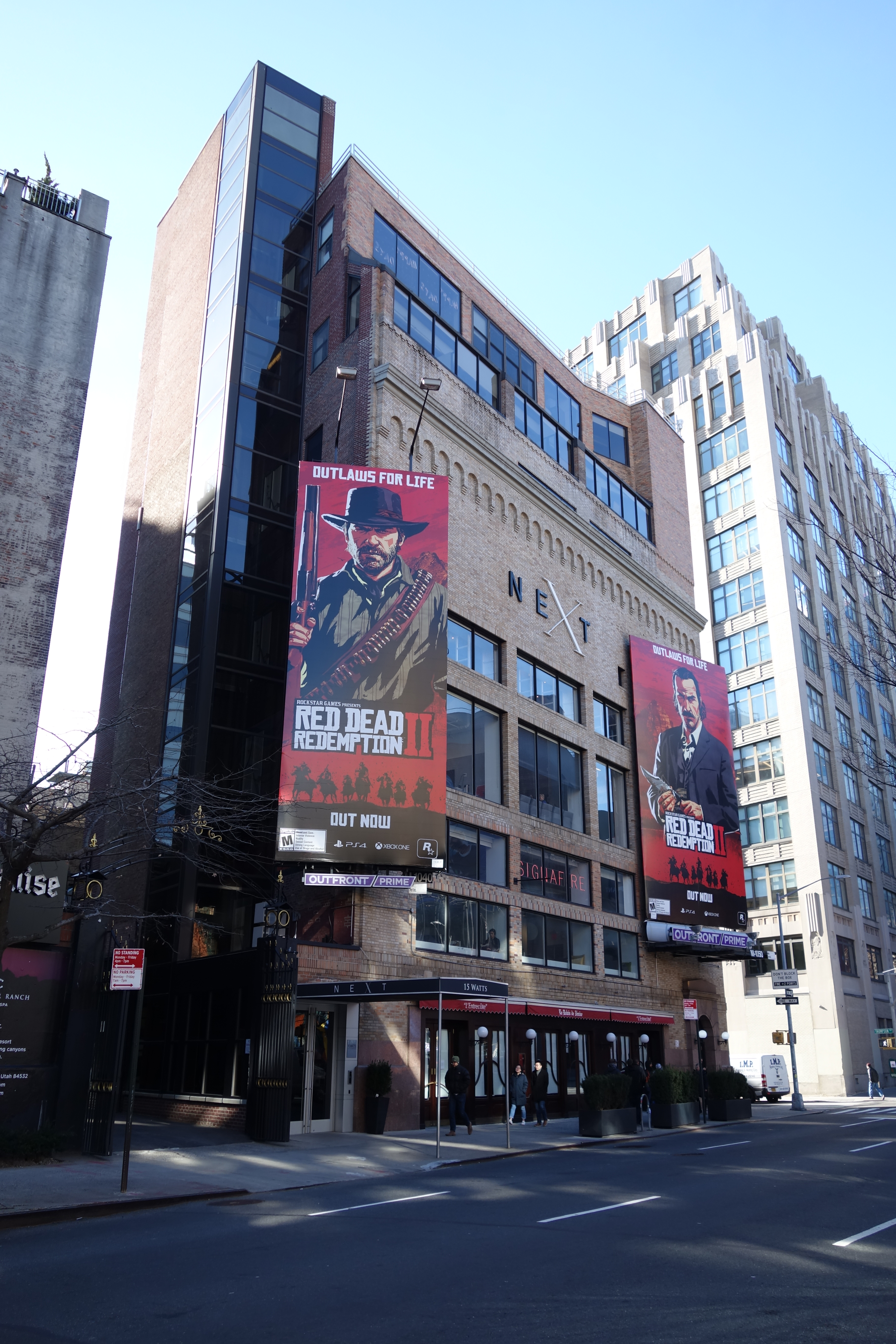
Werbung für Red Dead Redemption 2 in Manhattan, New York City

Der Titel wurde laut Take-Two-CEO Strauss Zelnick in den ersten 15 Tagen nach Release öfter verkauft als der erste Teil in acht Jahren, welcher bei 14 Millionen verkauften Einheiten steht. Red Dead Redemption 2 hat, gemessen am Umsatz, mit 725 Millionen US-Dollar das höchste Startwochenende eines Titels in der Geschichte der Unterhaltungsmedien eingefahren und wird nur von Grand Theft Auto V übertrumpft, welches an einem Dienstag veröffentlicht wurde und in den ersten drei Tagen nach Veröffentlichung über eine Milliarde Dollar einnahm. Aus dem Geschäftsbericht des letzten Quartals 2018 ging hervor, dass über 23 Millionen Kopien des Spiels verkauft wurden. Bis August 2020 wurde das Spiel bereits 32 Millionen Mal verkauft. Stand August 2023 wurden über 53 Millionen Einheiten des Spiels verkauft, was es zum bisher achtmeistverkauften Spiel macht. Bis November 2024 waren über 67 Millionen Einheiten verkauft. Es rangierte zu dem Zeitpunkt noch immer unter den 10 weltweit meistverkauften Videospielen.